# Jang Dong-hee
Jang Dong-hee (kor. 장동희; * 13. September 1995 in Anyang) ist ein südkoreanischer Fußballspieler.

## Karriere
Jang Dong-hee stand 2014 beim Team Socceroo FC unter Vertrag. Wo er vorher gespielt hat, ist unbekannt. Der Verein aus Manila, der Hauptstadt der Philippinen, spielte in der ersten Liga des Landes, der United Football League. Für Socceroo absolvierte er drei Erstligaspiele. Wo er 2015 gespielt hat, ist unbekannt. 2016 stand er beim Erstligisten Agila MSA FC unter Vertrag. Für den Verein, der ebenfalls in Manila beheimatet war, spielte er neunmal in der ersten Liga. Wo er von 2017 bis 2018 spielte, ist unbekannt. 2019 ging er nach Thailand. Hier unterschrieb er einen Vertrag beim Samut Songkhram FC. Der Klub aus Samut Songkhram spielte in der vierten Liga, der Thai League 4. Hier trat man in der Western Region an. Wo er von 2020 bis 2023 gespielt hat, ist unbekannt. Zu Beginn der Saison 2023/24 schloss er sich dem thailändischen Drittligisten Rasisalai United FC an. Mit dem Verein aus der Provinz Sisaket spielte er einmal in der North/Eastern Region der Liga. Nach der Hinserie wurde sein Vertrag im Dezember 2023 nicht verlängert.